# Barleria obtusisepala
Barleria obtusisepala är en akantusväxtart som beskrevs av C. B. Cl.. Barleria obtusisepala ingår i släktet Barleria och familjen akantusväxter. Inga underarter finns listade i Catalogue of Life.